# Andreas Erbersdobler
Andreas Erbersdobler (* 27. Januar 1966 in München) ist ein deutscher Pathologe.

## Leben
Von 1985 bis 1992 studierte der Sohn des Veterinärmediziners und Ernährungswissenschaftlers Helmut F. Erbersdobler Humanmedizin an der Christian-Albrechts-Universität zu Kiel. Von 1992 bis 1998 war er Arzt im Praktikum und wissenschaftlicher Mitarbeiter am Institut für Pathologie des Universitätsklinikum Hamburg-Eppendorf (UKE). Von 2000 bis 2008 war er Oberarzt und C1-Hochschulassistent am Institut für Pathologie des UKE. Nach der Habilitation 2002 und Erlangung der venia legendi im Fachbereich Medizin der Universität Hamburg war er von 2008 bis 2010 Professor (W2) für Pathologie an der Humboldt-Universität zu Berlin. Seit 2010 ist er als Professor (W3) für Pathologie an der Universität Rostock Institutsleiter an der Universitätsmedizin Rostock.
Seine Lehr- und Forschungsgebiete sind die Pathologie urogenitaler Tumoren und Prognosefaktoren maligner Tumoren. Erbersdobler ist Mitglied der Internationalen Akademie für Pathologie (IAP), der Deutschen Gesellschaft für Pathologie (DGP) sowie des Berufsverbandes Deutscher Pathologen.

## Ehrungen und Auszeichnungen
- 2005 Teacher of the year, 1. Preis für exzellente Lehre; vergeben vom Fachbereich Medizin am UKE
- 2006 Teacher of the year, 2. Preis für exzellente Lehre; vergeben vom Fachbereich Medizin am UKE
- 2007 Teacher of the year, 2. Preis für exzellente Lehre; vergeben vom Fachbereich Medizin am UKE

## Werke (Auswahl)
- Vergleich der abstoßungsverhindernden Wirkung zytostatischer Medikamente nach Knochenmarktransplantation, Kiel 1992 (Dissertation)
- Unterschiede und Gemeinsamkeiten von Prostatakarzinomen in der Transitionalzone und in der peripheren Zone. Vergleichende morphologische, immunhistochemische und molekularbiologische Untersuchungen an klinisch manifesten-, inzidenten- und latenten Prostatakarzinomen., Hamburg 2002 (Habilitation)

### Lehrbücher
- mit Jessica Claus, Carsten Fechner, Annette Zimpfer: Kurs Allgemeine Pathologie. Springer, Berlin 2019; ISBN 978-3-662-63462-2.
- mit Jessica Claus, Carsten Fechner, Annette Zimpfer: Kurs Spezielle Pathologie. Springer, Berlin 2021; ISBN 978-3-662-62893-5.

### Artikel
- Andreas Erbersdobler et al.: Numerical chromosomal aberrations in transition-zone carcinomas of the prostate. In: The Journal of Urology. 1997, doi:10.1016/s0022-5347(01)64286-1, PMID 9302180.
- Andreas Erbersdobler et al.: Numerical Aberrations of Chromosome 8 and Allelic Loss at 8p in Non–Muscle–Invasive Urothelial Carcinomas of the Urinary Bladder. In: European Urology. Band 38, Nr. 5, 2000, S. 590–596, doi:10.1159/000020336, PMID 11096241.
- Andreas Erbersdobler et al.: Tumour Grade, Proliferation, Apoptosis, Microvessel Density, p53, and bcl-2 in Prostate Cancers: Differences Between Tumours Located in the Transition Zone and in the Peripheral Zone. In: European Urology. Band 41, Nr. 1, 2002, S. 40–46, doi:10.1016/s0302-2838(01)00021-5, PMID 11999464.
- Andreas Erbersdobler et al.: Predictive Value of Prostate-specific Antigen Expression in Prostate Cancer: A Tissue Microarray Study. In: Urology. 2009, doi:10.1016/j.urology.2009.02.061, PMID 19476978.